# Loukroúnou
Loukroúnou (grec moderne : Λουκρούνου) est un village de Chypre de plus de 4 habitants.